# Villa Rustica (Oberweningen)

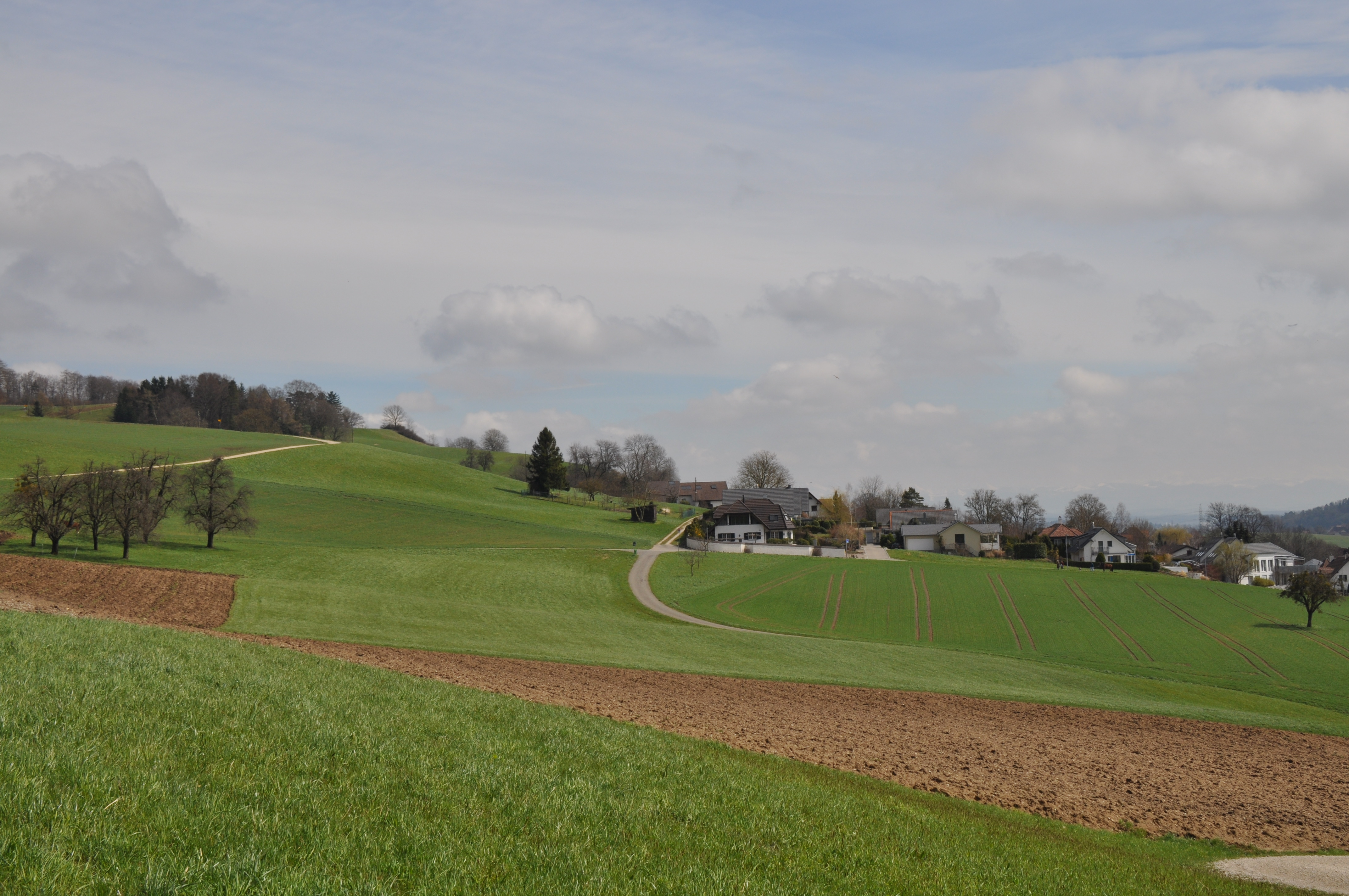
Ansicht des Gebietes, wo der Römische Gutshof Heinimürler stand.

Bei der Villa Rustica von Oberweningen handelt es sich um einen römischen Gutshof bei Oberweningen im Kanton Zürich in der Schweiz, dessen Reste bei Ausgrabungen gefunden wurden.
Die Reste der Villa liegen auf einem Abhang nordwestlich oberhalb des heutigen Dorfes. Römische Funde wurden dort immer wieder gemacht. 1850 und 1857 kamen eine Wasserleitung und Hypocausten zu Tage. 1913/14 wurden bei den ersten systematischen Ausgrabungen das Herrenhaus und ein Badehaus freigelegt. 
Das Herrenhaus stand auf einer Terrasse und war etwa 43 Meter lang und 35 Meter breit. Es können verschiedene Bauphasen unterschieden werden. Innerhalb des Herrenhauses befand sich ein kleines Bad. In einem Raum fand sich ein Mosaikboden, der wohl in die zweite Hälfte des zweiten Jahrhunderts zu datieren ist. Er zeigt ein Rhombenmuster. Im Mittelfeld sind zwei Hunde dargestellt und es finden sich Beischriften: CIXA VICIT („Cicha hat gesiegt“) und ATTILLUS FECIT („Attillus hat [es] gemacht“). Attillus war offensichtlich der Künstler, der das Mosaik ausgelegt hat. In einem weiteren Raum fanden sich noch umfangreiche Reste von Wandmalereien. Etwas östlich vom Herrenhaus gelegen stand ein Badehaus.